# Giwa Football Club
Maillots
Le Giwa FC est un club nigérian basé de football à Jos, fondé en 2012.

## Histoire
Le club évolue à trois reprises en première division, en 2014, 2015 et enfin 2016. Il réalise sa meilleure performance lors de la saison 2014, où il se classe quatrième du championnat, avec un bilan de 17 victoires, 9 nuls et 12 défaites.